# Fabien Pochet
Pour les articles homonymes, voir Pochet.
Fabien Pochet est un ingénieur du son belge.

## Biographie
Il fait des études de cinéma à l'Institut national de radioélectricité et cinématographie à Bruxelles.

## Filmographie (sélection)
- 2003 : Code Lyoko
- 2004 : Ellektra de Rudolf Mestdagh
- 2006 : De Gek Op de Heuvel de Christian Vervaet
- 2006 : Guernsey de Nanouk Leopold
- 2006 : Koning van de Wereld de Guido Henderickx
- 2007 : Duska de Jos Stelling
- 2007 : De Laatste Zomer de Joost Wijnant
- 2008 : Kika et Bob de Vincent Bal
- 2010 : Oud Belgïe de Indra Siera
- 2010 : Plankton Invasion
- 2011 : Quichote's Eiland de Didier Volckaert
- 2011 : Bullhead de Michaël R. Roskam
- 2011 : Sharkwise de Lieven Debrauwer
- 2012 : The Spiral de Hans Herbots
- 2012 : La Tête la première d'Amélie Van Elmbt
- 2012 : Pinocchio d'Enzo D'Alò
- 2013 : La Vie d'Adèle : Chapitres 1 et 2 d'Abdellatif Kechiche
- 2014 : Tous Les Chats Sont Gris de Savina Dellicour
- 2014 : Paddington de Paul King
- 2014 : Welp de Jonas Govaerts
- 2014 : Puzzle (doublage français du film) de Paul Haggis
- 2015 : Foute Vrienden, de Film de Jan Willems
- 2015 : Black d'Adil El Arbi et Bilall Fallah
- 2015 : Le Petit Prince de Mark Osborne
- 2016 : Zaak De Zutter de Jan Bollen
- 2016 : Louis-Ferdinand Céline d'Emmanuel Bourdieu
- 2016 : Le Cœur en Braille de Michel Boujenah
- 2016 : I Figli Della Notte d' Andrea De Sica
- 2017 : Gutland de Govinda Van Maele
- 2017 : Light Thereafter de Konstantin Bojanov
- 2017 : Transferts de Olivier Guignard et Antoine Charreyron
- 2018 : Méprises de Bernard Declercq
- 2018 : De Bende Van Jan De Lichte de Robin Pront et Maarten Moerkerke
- 2018 : Plein La Vue de Philippe Lyon

## Distinctions

### Nominations
- César 2014 : César du meilleur son pour La Vie d'Adèle : Chapitres 1 et 2
- Golden Reel Award 2013 : Meilleurs effets sonores dans un film en langue étrangère pour La Vie d'Adèle : Chapitres 1 et 2